# U-23-Fußball-Asienmeisterschaft
Die U-23-Fußball-Asienmeisterschaft (englisch AFC U-23 Championship oder auch AFC U-23 Asian Cup genannt) ist ein von der Asian Football Confederation (AFC) ausgerichtetes Turnier für Nationalmannschaften, deren Spieler das 23. Lebensjahr noch nicht abgeschlossen haben. Die U-23-Fußball-Asienmeisterschaft wird ab 2016 erstmals ausgetragen und ist der Nachfolgewettbewerb der U-22-Fußball-Asienmeisterschaft, die im Jahr 2014 eingeführt wurde. Ein Turnier erstreckt sich über zwei Jahre und dient darüber hinaus alle vier Jahre als Qualifikation für das Fußballturnier der Olympischen Sommerspiele.
Rekordsieger ist Japan mit zwei Titeln. Auf jeweils einen Sieg kommen der Irak, Saudi-Arabien, Südkorea und Usbekistan.

## Modus
2013 wurden die Teilnehmer durch Qualifikationsgruppen ermittelt. Die damals 41 Mannschaften wurden, nach West- und Ostregion getrennt, in sieben Gruppen à sechs Teams eingeteilt. Die Gruppensieger und Gruppenzweiten sowie der beste Gruppendritte qualifizierten sich automatisch für die Endrunde. Da der spätere Gastgeber Oman der beste Gruppendritte war, qualifizierte sich der zweitbeste Gruppendritte an dessen Stelle. Die Endrunde wurde in einer Gruppenphase gestartet. Jeweils vier Mannschaften bilden dabei vier Gruppen. Die Gruppensieger und Gruppenzweiten spielten ab da im K.-o.-System weiter. Es folgten das Viertel- das Halb- und schließlich das Finale. Ein Spiel um den dritten Platz fand auch statt.
Vor der Qualifikation für 2016 stand das Austragungsland bereits fest, womit sich der Gastgeber die Qualifikation ersparte. Aus den insgesamt zehn Qualifikationsgruppen zu je vier (Gruppe A, B und C je fünf) Mannschaften erreichen die Gruppensieger und die fünf besten Zweitplatzierten aus allen Gruppen die Endrunde.
Bei jeder zweiten Austragung ermittelt die AFC die drei Verbände, die Asien im olympischen Fußballturnier vertreten.

## Teilnehmer
An der U-23-Asienmeisterschaft sind alle Nationalverbände, die der AFC angehören, teilnahmeberechtigt. Mit Bhutan und den Nördlichen Marianen haben bisher nur 2 von derzeit 47 Mitgliedern nicht zumindest an der Qualifikation teilgenommen.
Endrunden-Erstteilnahmen
- Fett geschriebene Mannschaften wurden bei ihrer ersten Teilnahme an einer Endrunde Turniersieger.
- Kursiv geschriebene Mannschaften waren bei ihrer ersten Teilnahme an einer Endrunde Ausrichter.

| Jahr | Erstteilnehmer | Erstteilnehmer | Erstteilnehmer | Erstteilnehmer     |
| ---- | -------------- | -------------- | -------------- | ------------------ |
| 2014 | Australien     | China          | Irak           | Iran               |
|      | Japan          | Jemen          | Jordanien      | Kuwait             |
|      | Myanmar        | Nordkorea      | Oman           | Saudi-Arabien      |
|      | Syrien         | Südkorea       | Usbekistan     | Ver. Arab. Emirate |
| 2016 | Katar          | Thailand       | Vietnam        |                    |
| 2018 | Malaysia       | Palästina      |                |                    |
| 2020 | Bahrain        |                |                |                    |
| 2022 | Tadschikistan  | Turkmenistan   |                |                    |
| 2024 | Indonesien     |                |                |                    |

## Die Turniere im Überblick
| 2014 Details | Oman          | Irak          | 1:0       | Saudi-Arabien | Jordanien  | 0:0 n. V. 3:2 i. E. | Südkorea   |
| 2016 Details | Katar         | Japan         | 3:2       | Südkorea      | Irak       | 2:1 n. V.           | Katar      |
| 2018 Details | China         | Usbekistan    | 2:1 n. V. | Vietnam       | Katar      | 1:0                 | Südkorea   |
| 2020 Details | Thailand      | Südkorea      | 1:0 n. V. | Saudi-Arabien | Australien | 1:0                 | Usbekistan |
| 2022 Details | Usbekistan    | Saudi-Arabien | 2:0       | Usbekistan    | Japan      | 3:0                 | Australien |
| 2024 Details | Katar         | Japan         | 1:0       | Usbekistan    | Irak       | 2:1 n. V.           | Indonesien |
| 2026 Details | Saudi-Arabien |               |           |               |            |                     |            |

## Rangliste
| 01                    | Japan         | 2 | 2016, 2024 |   | 2 | 3 |
| 02                    | Usbekistan    | 1 | 2018       | 2 | 3 | 4 |
| 03                    | Saudi-Arabien | 1 | 2022       | 2 | 3 | 3 |
| 04                    | Südkorea      | 1 | 2020       | 1 | 2 | 4 |
| 05                    | Irak          | 1 | 2014       |   | 1 | 3 |
| 06                    | Vietnam       |   |            | 1 | 1 | 1 |
| 07                    | Australien    |   |            |   |   | 2 |
|                       | Katar         |   |            |   |   | 2 |
| 09                    | Indonesien    |   |            |   |   | 1 |
|                       | Jordanien     |   |            |   |   | 1 |
| Jeweilige Rekordmarke |               |   |            |   |   |   |

## Varia
| Turnier | Orte | Stadien | Meldungen 1 | Teams | Spiele | Tore | ø    | Zuschauer | Zuschauer ø | Gelbe Karten | ø    | Gelb-Rote Karten | ø    | Platzverweise/Rote Karten | ø    |
| ------- | ---- | ------- | ----------- | ----- | ------ | ---- | ---- | --------- | ----------- | ------------ | ---- | ---------------- | ---- | ------------------------- | ---- |
| 2014    | 2    | 3       | 41          | 16    | 32     | 073  | 2,28 | 034.712   | 1.085       | 117          | 3,66 | 2                | 0,06 | 01                        | 0,03 |
| 2016    | 2    | 4       | 44          | 16    | 32     | 103  | 3,22 | 092.447   | 2.889       | 107          | 3,34 | 1                | 0,03 | 04                        | 0,13 |
| 2018    | 4    | 4       | 42          | 16    | 32     | 082  | 2,56 | 065.850   | 2.058       | 109          | 3,41 | 4                | 0,13 | 01                        | 0,03 |
| 2020    | 4    | 4       | 44          | 16    | 32     | 069  | 2,16 | 107.402   | 3.356       | 097          | 3,03 | 2                | 0,06 | 02                        | 0,06 |
| 2022    | 2    | 4       | 42          | 16    | 32     | 081  | 2,53 | 154.134   | 4.817       | 106          | 3,31 | 1                | 0,03 | 11                        | 0,34 |
| 2024    | 3    | 4       | 43          | 16    | 32     | 084  | 2,63 | 136.534   | 4.267       | 141          | 4,41 | 4                | 0,13 | 12                        | 0,38 |

Anmerkung